# Knemodynerus rhynchoides
Knemodynerus rhynchoides är en stekelart som först beskrevs av Henri Saussure 1852.  Knemodynerus rhynchoides ingår i släktet Knemodynerus och familjen Eumenidae. Utöver nominatformen finns också underarten K. r. inclinans.